# Prepiella sesapina
Prepiella sesapina là một loài bướm đêm thuộc phân họ Arctiinae, họ Erebidae.